# ТЕС Рабіг 2
22°37′45″ пн. ш. 39°2′47″ сх. д. / 22.62917° пн. ш. 39.04639° сх. д.
ТЕС Рабіг 2 — теплова електростанція на західному узбережжі Саудівської Аравії.
В 2018 році на майданчику станції ввели в дію три однотипні парогазові блоки потужністю по 687 МВт, у кожному з яких дві газові турбіни потужністю по 232 МВт живлять через відповідну кількість котлів-утилізаторів одну парову турбіну. Паливна ефективність блоків у комбінованому циклі становить 58,8%.
На підготовчому етапі головним паливом для ТЕС визначили природний газ, що мав надходити з родовищ, виявлених у 2012 році в Червоному морі. В 2015-му проект розробки червономорських ресурсів відклали для додаткового вивчення, втім, у другій половині того ж десятиліття подали ресурс блакитного палива через трубопровід Схід-Захід – Рабіг.
Видача продукції відбувається по ЛЕП, що працює під напругою 380 кВ.
Проект реалізували через Al-Mourjan for Electricity Production Company MEPCO), власниками якої на паритетних засдах є саудійські компанії – приватна Acwa Power та державна Saudi Electricity.